# Alejandro Abal Oliú

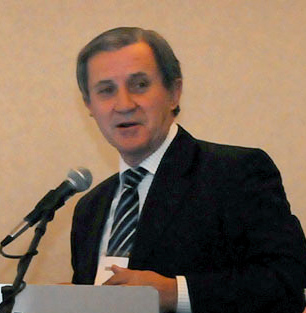
Alejandro Abal Oliú

Alejandro Atilio Abal Oliú (* 18. August 1948 in Montevideo) ist ein uruguayischer Rechtswissenschaftler.

## Leben
Nach dem Besuch des Colegio del Sagrado Corazón in Montevideo legte er 1966 ein rechtswissenschaftlich ausgerichtetes Abitur ab. Ab dem folgenden Jahr studierte er Rechtswissenschaften an der montevideanischen Universidad de la República. 1971 schloss er dieses Studium erfolgreich als Procurador ab. Zwei Jahre später erhielt er den Doktortitel in Rechts- und Sozialwissenschaften. Anschließend nahm er eine Tätigkeit an dieser Universität auf und hatte dort ab 1977 auch einen Lehrauftrag. 1985 wurde er zum provisorischen Profesor Adjunto bestellt und leitete unter anderem Kurse im Prozessrecht, ein Jahr später ging er seiner Tätigkeit bis 1993 als Profesor Agregado nach. Seit 1994 ist er als Profesor Titular tätig. Ab Mitte der 1990er Jahre hatte er überdies einen Lehrauftrag an der Universidad Católica. Ab 1998 gehörte er zudem dem Verwaltungsrat der Universidad de la República an. Von 2002 bis 2006 war er Dekan der dortigen rechtswissenschaftlichen Fakultät. Derzeit (Stand: Januar 2014) ist er Dekan der rechtswissenschaftlichen Fakultät des 1997 gegründeten universitären Instituts des Centro Latinoamericano de Economía Humana (CLAEH).
Er führt unter anderem gemeinsam mit Ronald Herbert, Juan Andrés Ramírez und Eugenio Xavier de Mello eine Kanzlei in Montevideo im Stadtteil Cerrito.
Abal Oliú ist Vater von sechs Kindern.

## Schriften
- Los convenios colectivos de trabajo en el Uruguay, Amalio Fernández, Montevideo, 1974
- Medidas cautelares sobre la libertad del imputado, Amalio Fernández, Montevideo, 1977
- C.G.P. y conciliación previa en materia laboral, Ed. Universidad Ltda., Montevideo, 1992
- Estudios del Código General del Proceso, Band I, F.C.U., Montevideo, 1992
- Medidas urgentes y medios para asegurar la efectividad de las sentencias en el Código Tipo Procesal Iberoamericano, La Plata, 1994
- Estudios del Código General del Proceso, Band II, F.C.U., Montevideo, 1994
- Estudios del Código General del Proceso, Band I, segunda edición (erweitert und aktualisiert), F.C.U., Montevideo, 1995
- Evolución de las limitaciones a la libertad del imputado (1825-1995), F.C.U., Montevideo, 1996
- Estudios del Código General del Proceso, Band III, F.C.U., Montevideo, 1997
- Derecho Procesal, Band I, F.C.U., Montevideo, 1999
- Estudios del Código General del Proceso, Band III, segunda edición (erweitert und aktualisiert), F.C.U., Montevideo, 2000
- Derecho Procesal, Band II, F.C.U., Montevideo, 2000
- Derecho Procesal, Band I, segunda edición (erweitert und aktualisiert), F.C.U., Montevideo, 2001
- Derecho Procesal, Band III, F.C.U., Montevideo, 2002
- Derecho Procesal, Band II, segunda edición (erweitert und aktualisiert), F.C.U., Montevideo, 2003
- Funciones Procesales secundarias, F.C.U., Montevideo, 2003
- Derecho Procesal, Band III, segunda edición (erweitert und aktualisiert), F.C.U., Montevideo, 2004[4]